# Faye Dunaway

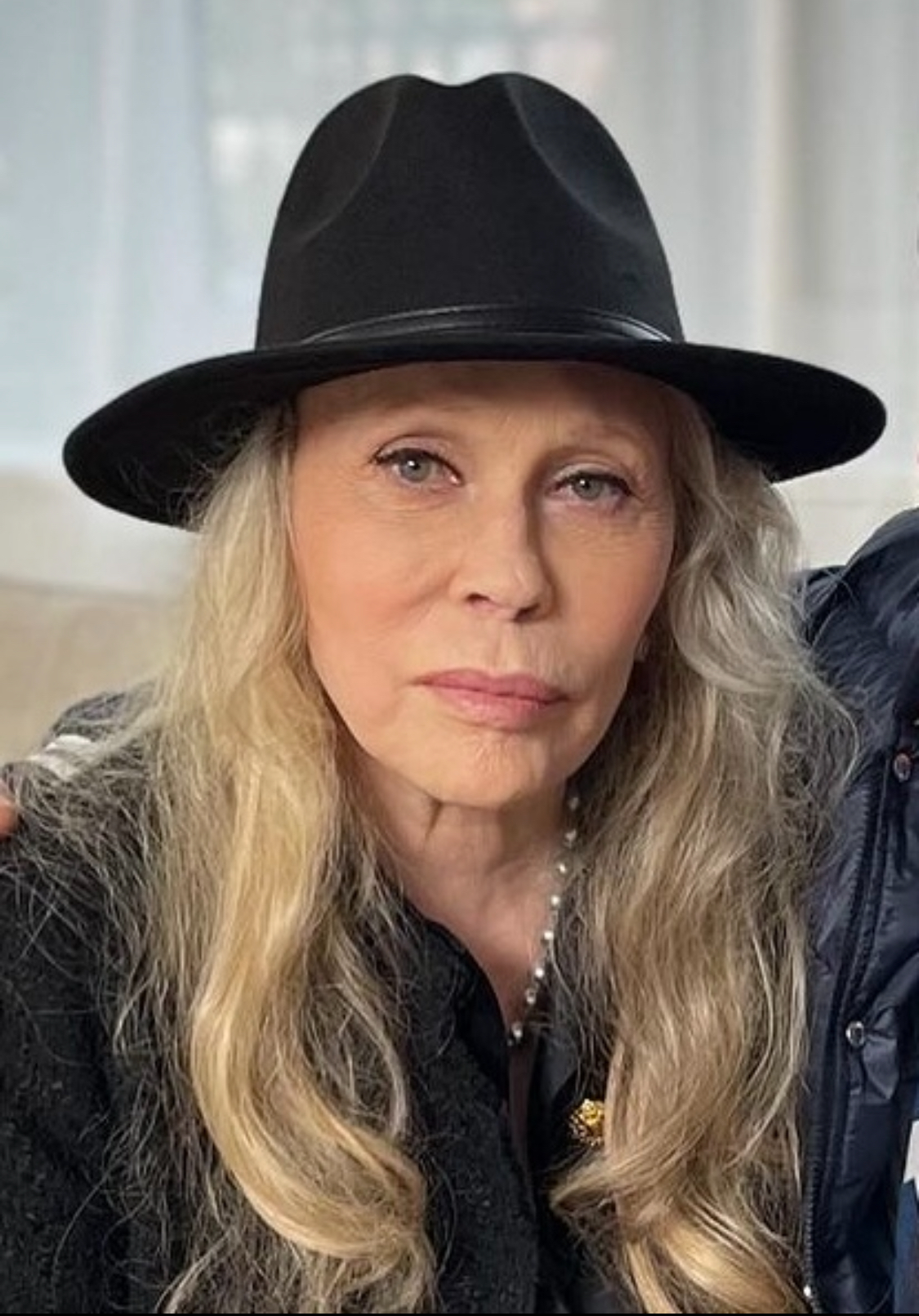
Faye Dunaway, 2024

Dorothy Faye Dunaway (* 14. Januar 1941 in Bascom, Florida) ist eine US-amerikanische Schauspielerin. In den späten 1960er sowie den 1970er Jahren zählte sie durch Filme wie Bonnie und Clyde, Thomas Crown ist nicht zu fassen, Chinatown und Die drei Tage des Condor zu den erfolgreichsten Hollywood-Schauspielerinnen. 1977 wurde sie für ihre Rolle in Network mit dem Oscar als Beste Hauptdarstellerin ausgezeichnet.

## Leben und Wirken
Faye Dunaway ist die Tochter eines Sergeants der United States Army. Zu den zahlreichen Wohnorten der Familie zählte auch Mannheim, wo sie die 7. und 8. Klasse der Mannheim American High School besuchte. Dunaway nutzte zunächst ein Lehrerstipendium an der University of Florida, machte ihren Abschluss 1962 aber am College of Fine Arts der Boston University. Sie verzichtete auf ein Fulbright-Stipendium an der Royal Academy of Dramatic Art und ging stattdessen an das Lincoln Center Repertory Theater in New York, wo Unterricht und Rollenvergabe Hand in Hand gingen. 1962 erhielt sie ihre erste größere Rolle als Margaret in A Man For All Seasons von Robert Bolt. Auch als Filmstar hielt sie dem Theater noch lange die Treue.
Nach ihrem Durchbruch in dem Film Bonnie und Clyde (1967) zählte Dunaway jahrelang zu den bekanntesten und gefragtesten Schauspielerinnen in Hollywood. Sie arbeitete mit fast allen führenden männlichen Stars dieser Zeit zusammen, u. a. mit Warren Beatty, Steve McQueen, Dustin Hoffman, William Holden, Paul Newman, Robert Redford, Jack Nicholson, Kirk Douglas, Charlton Heston, Stacy Keach. Für ihre Rolle als skrupellose Fernsehproduzentin in der Mediensatire Network (1976) gewann sie einen Oscar, nachdem sie bereits für Chinatown und Bonnie und Clyde nominiert worden war. Elf Nominierungen und drei Golden Globes stehen sieben Nominierungen für die Goldene Himbeere als „Schlechteste Schauspielerin“ gegenüber, einmal war sie sogar als „Schlechteste Schauspielerin des Jahrzehnts“ (für die 1980er Jahre) nominiert. Zweimal wurde sie tatsächlich mit der Himbeere ausgezeichnet; sie gehört damit neben Halle Berry, Liza Minnelli und Sandra Bullock zu den vier Oscar-Preisträgerinnen, denen diese zweifelhafte Ehre zuteilwurde. Große Filmerfolge blieben für Dunaway ab den späten 1970er Jahren aus, ab den 1980er Jahren war sie regelmäßig in TV-Produktionen zu sehen.
Faye Dunaway war zweimal verheiratet: von 1974 bis 1979 mit Peter Wolf, dem Sänger der J. Geils Band; 1983 heiratete sie den Fotografen Terry O’Neill, mit dem sie seit 1980 bereits einen gemeinsamen Sohn hatte. Die zweite Ehe hielt bis 1987.

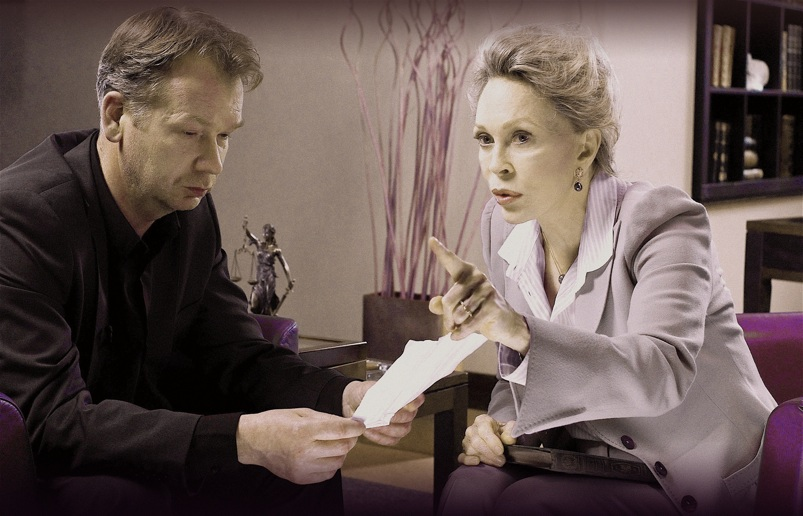
Faye Dunaway mit Mirosław Baka in Balladyna (2009)

Faye Dunaway wurde 2011 bei den Internationalen Filmfestspielen von Cannes mit dem französischen Orden der schönen Künste und der Literatur ausgezeichnet.
2024 entstand der Dokumentarfilm Faye, der sich mit ihrem Lebenslauf und ihrer Karriere beschäftigt.

## Filmografie (Auswahl)
- 1967: Morgen ist ein neuer Tag (Hurry Sundown)
- 1967: Bonnie und Clyde (Bonnie and Clyde)
- 1968: Thomas Crown ist nicht zu fassen (The Thomas Crown Affair)
- 1969: Das Arrangement (The Arrangement)
- 1970: Puzzle of a Downfall Child
- 1970: Little Big Man
- 1971: Doc
- 1971: Das Haus unter den Bäumen (La maison sous les arbres)
- 1973: Oklahoma Crude
- 1973: Die drei Musketiere (The Three Musketeers)
- 1974: Chinatown
- 1974: Die vier Musketiere – Die Rache der Mylady (The Four Musketeers)
- 1974: Flammendes Inferno (The Towering Inferno)
- 1975: Die drei Tage des Condor (Three Days of the Condor)
- 1976: Network
- 1976: Reise der Verdammten (Voyage of the Damned)
- 1978: Die Augen der Laura Mars (Eyes of Laura Mars)
- 1979: Der Champ (The Champ)
- 1980: Die erste Todsünde (The First Deadly Sin)
- 1981: Meine liebe Rabenmutter (Mommie Dearest)
- 1982: Die verruchte Lady (The Wicked Lady)
- 1984: Supergirl
- 1984: Agatha Christie’s Tödlicher Irrtum (Ordeal by Innocence)
- 1985: Christopher Columbus (Fernsehvierteiler)
- 1985: Mord à la Carte (Agatha Christie’s Thirteen at dinner, Fernsehfilm)
- 1986: Der Callgirl Club (Beverly Hills Madam, Fernsehfilm)
- 1987: Barfly
- 1988: Die Partie seines Lebens (La partita)
- 1988: Brennendes Geheimnis (Burning Secret)
- 1989: Warte bis zum Frühling, Bandini (Wait Until Spring, Bandini)
- 1990: Die Geschichte der Dienerin (The Handmaid’s Tale)
- 1990: Mörderischer Schatten (Silhouette, Fernsehfilm)
- 1990: Die Spur führt zurück – The Two Jakes (The Two Jakes, Stimme)
- 1991: American Cocktail (Scorchers)
- 1993: Arizona Dream
- 1993: Columbo: Der Tote in der Heizdecke (It’s All in the Game, Fernsehreihe)
- 1993: Die Aushilfe (The Temp)
- 1995: Don Juan DeMarco
- 1995: Avonlea – Das Mädchen aus der Stadt (Road to Avonlea, Fernsehserie, eine Folge)
- 1996: Albino Alligator
- 1996: Die Kammer (The Chamber)
- 1996: Dunston – Allein im Hotel (Dunston Checks In)
- 1997: Rebecca (Miniserie)
- 1998: Gia – Preis der Schönheit (Gia, Fernsehfilm)
- 1999: Jack the Ripper lebt (Love Lies Bleeding)
- 1999: Die Thomas Crown Affäre (The Thomas Crown Affair)
- 1999: Johanna von Orleans (The Messenger: The Story of Joan of Arc)
- 2000: The Yards – Im Hinterhof der Macht (The Yards)
- 2000: Die Nominierung (Running Mates, Fernsehfilm)
- 2002: Die Regeln des Spiels (The Rules of Attraction)
- 2002–2003: Alias – Die Agentin (Alias, Fernsehserie, 3 Folgen)
- 2003: Blind Horizon – Der Feind in mir (Blind Horizon, Fernsehfilm)
- 2004: El Padrino
- 2006: CSI: Den Tätern auf der Spur (CSI: Crime Scene Investigation, Fernsehserie, Folge 6x13)
- 2007: Pandemic – Tödliche Erreger (Pandemic, Fernsehfilm)
- 2008: Flick
- 2009: Grey’s Anatomy (Fernsehserie, eine Folge)
- 2009: Balladyna
- 2009: 21 and a Wake-Up
- 2010: Familie wider Willen (A Family Thanksgiving, Fernsehfilm)
- 2017: The Bye Bye Man
- 2017: Der Fall Jesus (The Case for Christ)
- 2017: Tödliches Verlangen (Inconceivable)
- 2022: L’uomo che disegnò Dio